# 中東におけるロケット開発
中東におけるロケット開発では中東でのロケット開発に関して記述する。

## レバノン
レバノンではベイルートのHaigazian大学の教員と学生達を中心に結成されたレバノンロケット協会がCedar固体燃料ロケットを打ち上げ、1961年4月に高度1000mに到達した。中東で最初の武器ではないロケットの打ち上げだった。次のロケットでは高度2000mに到達した。1962年にレバノン陸軍が協力するようになった。向上する性能にイスラエルは警戒していた。
Mickeyと名づけられたネズミを高加速度に耐えられるように訓練してロケットの先端部に載せて飛ばす計画も予定されていた。
1966年11月21日に打ち上げられたCedar4は3段式のロケットで高度145kmに到達後、地中海のキプロス沿岸に停泊していたイギリス海軍の艦船の付近に落下した。イギリスは国際連合の安全保障理事会に抗議した。その結果、レバノンの大統領のFouad Shehabは計画を中止するように指示を出して1967年に終了した。

## エジプト

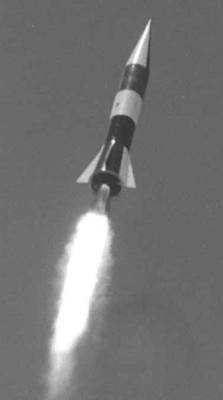
Al Kaher-1

1958年にガマール・アブドゥル＝ナーセル大統領はこれまでのイギリスに依存しない独自の軍需産業を興すために弾道ミサイル開発を開始した。ミサイルの開発ではV2ロケット等の開発経験のあるWolfgang Pilz、Paul GoerckeとWolfgang Kleinwaechterをはじめとするドイツの技術者達を招聘した。1961年7月にイスラエルが観測ロケットを打ち上げてから開発は加速した。NASAが開発支援の要請を却下してからオイゲン・ゼンガーがペーネミュンデで勤務経験のある技術者のスカウトに協力した。エンジンの専門家のWolfgang Pilzもその中の一人で1950年代初頭にカイロで働いた。ゼンガーとGoercke達は1960年にベルコウ社やハインケル社によって製造されたロケットの部品を輸出するためにInternational missiles (INTRA) Handelsgesellschaft mbHを設立した。スイスのエリコンコントラバスの子会社のPatvagとMECOの子会社のスペインメッサーシュミットが設立された。スペイン、オーストリア、スイス出身のおよそ250人の技術者達がカイロの南部のヘリオポリスの第333工場に勤務して一時期は現地の労働者と合わせて4000人が勤務した。
当時、ゼンガーは45万ドルの年収だった。
1962年にドイツ人達が撤退した結果、エジプトは専門知識の喪失をもたらしたものの、試作機の開発に成功した。1962年7月21日にエジプト初のミサイルのAl Kaher-1とAl Kaher-2の試射に成功した。Al Kaher-1はドイツのヴァッサーファルかフランスのEOLEやヴェロニクの影響を受けて開発されたと推定される全長7.5m、直径0.8m、弾頭重量500kg、射程350kmの単段式液体燃料ロケットで推進剤はアルコールと液体酸素(推進剤はケロシンと硝酸だったとする説もある)で無誘導だった。1962年のパレード時には市販の車両に載せられていたが、翌1963年のパレードではノズルに偏流翼が確認されるなど、複数の改良が施され、6機中2機は直立式発射装置に載せられていた。
Al Kaher-2はアメリカのヴァイキングロケットやフランスのEOLEの影響を受けて開発されたと推定される全長およそ12m、直径およそ1.2m、弾頭重量750kg、射程600kmの無誘導液体燃料ロケットだった。
1962年のパレードで出現した大型のAl Kaher-3は単段式で液体燃料で無誘導であると推定される。このミサイルの実物大模型はドイツのV2に似ていてタンクの直径は1.4mと推定される。ロケットは同様にドイツ製のV2よりも短く、推進剤はアルコールと液体酸素で試験には成功したと公表された。
Al ZaferとAl Kaherは1967年の第三次中東戦争では実戦に投入されなかったとされる。
さらに2段式で射程1000km以上の2トンの弾頭を備え、軌道投入可能なAL-AREDや、さらにAL-AREDに3段式を備えたAL-Negmaも計画していた。イスラエルによるドイツ人技術者を対象としたテロなどの妨害により外交問題となり、ドイツ人技術者達は帰国した。
ドイツ人技術者達の離脱後、エジプト政府は東ドイツを含む東側に支援を求めた。(80から250機と推定される)ミサイルの生産は継続されたがロケットの信頼性に関する技術的な問題は解決できなかった。当時は技術的な基盤が不十分で外国の支援を求めた。
1968年にエジプトはソビエトからFROG-4を失敗したミサイル計画の穴埋めとして購入した。1971年と1973年にFROG-7とスカッド-Bを追加購入して後に中国製のシルクワームミサイルを購入した。エジプトが発注したスカッドBはシリアのシナイ半島からイスラエルとヨルダンの大半を射程圏内に収めた。1983年に80kmの射程のロケットと1000kgの弾頭を備える先進的なスカッドBを開発した。
エジプトが最初のミサイル開発に着手してから20年後にイスラエルのミサイル開発に追いつくためにCONDOR計画が策定された。この計画はBAADR-2000と呼ばれるエジプト製の弾道ミサイルの開発が目的だった。1987年にエジプトとアルゼンチンはサウジアラビアからの金融支援を受けてミサイルの試験と量産を進めた。
カイロの南のヘルワンにミサイルの工場が建設され、Abu Zabaalの推進剤の施設が厳重な警備下で建設された。メッサーシュミット・ベルコウ・ブローム(MBB)社の100人の技術者達が推進剤の混合と供給のために工場に関与した。Abu Zabaalの地下施設では1987年から1988年に弾道測定システムがMBBによって構築された。1988年の秋には西ドイツの技術者達によって量産が開始された。アメリカのエアロジェット社のエジプト人従業員からパーシング2エンジンの技術資料が違法にエジプトへ渡された。固体推進剤のための混合機が輸出されたり発注された。違法な取引は1988年6月に明らかになった。

## イスラエル
1950年代からフランスの関与により開発を開始しており、ダッソー社が開発してきた各種ミサイルのうち、MD-620弾道ミサイルが最初のモデルであるエリコ1の開発の基礎となっている。1961年7月に最初にロケットを打ち上げた。
1965年には点火試験が行われるなどの開発を行なってきたが、1968年にはフランスの武器禁輸政策により、開発協力は中止された。ただし、それまでの間に12発のMD-620がフランスより提供されたと見られている。1960年代末にエリコが完成した。
1988年にシャヴィトロケットでオフェク人工衛星が打ち上げられた。

## イラン
パフラヴィー朝時代はエリコやガブリエルの射程を延伸させた長距離ミサイルの共同開発でイスラエルと軍事的に協力関係にあった。イラン・イスラム革命後はリビア、シリア、北朝鮮から輸入したスカッドミサイルを基に北朝鮮との協力でシャハブ1など液体燃料ミサイル、中国との協力でオガブやファテフ110など固体燃料ミサイル開発を進める。2009年2月2日にサフィールで同国初の自力での人工衛星の軌道投入となるオミードを軌道に投入した。

## トルコ
B-611を基に中華人民共和国との協力でボラ（カーン)などの弾道ミサイルの開発を進める。2007年8月30日にトルコの首都アンカラで開催された軍事パレードでJ-600Tユルドゥルムが公開された。

## イラク
1984年から1985年にイラクはエジプトとアルゼンチンと共に射程1000kmのイラク国内ではBADR-2000、エジプト国内ではVector、アルゼンチン国内ではCondor-IIと呼ばれる2段式のロケットの開発を計画した。
イラクは1989年初頭に自力でBADR-2000計画を完了したと公表した。戦後、イラクは射程150km未満のSRBMの開発を国際連合の認可の下で継続した。Al-Fat'hはアルゼンチンのCondor-Iの固体燃料モーターを元に開発されたと推定される。
1段目の直径は800mmで圧延鋼製でHTPB推進剤が充填される。当時、イラクは外国と既に設計済みのこのモーターのための設計の契約を交渉した。加圧されたヘリウムガスを動力源とする油圧式アクチュエータでノズルを動かす事でピッチ軸とヨー軸の制御を行う。柔軟性のあるノズルの設計は先進的で柔軟性のある(天然ゴム)と強化された鋼製である。2段目はモノメチルヒドラジンと四酸化二窒素を推進剤として使用する。エンジンの最大燃焼時間は40秒間だった。CONDOR計画でもたらされた過塩素酸アンモニウム、アルミ粉、結合剤、添加剤などの固体推進剤の技術が活用されたと考えられる。外国との交渉でイラクは数100kmの射程のミサイルのみならず固体推進剤の国産化も求めていた事が明らかになった。
平行してスカッドBの改良も進められ、イランの首都のテヘランを射程圏内に納めるためにおよそ300 kmの射程のおよそ6トンのミサイルの弾頭の重量を800-1000 kgからおよそ200 kgに低減して推進剤のタンクを増やす事で飛行時間を6から6.5分間から8から9分間へ延ばして射程を600KMに増やした。それらはアル・フセイン(AL-HUSSEIN)と呼ばれ、化学兵器工場の近くのFallujahの工場で大量に製造された。射程を900 kmに到達したAL-ABBASはおそらくエンジンが改良されたと推定される。改良にはスカッドミサイルの部品を供給していた東ドイツの技術者達が関与していたと考えられる。
バグダッドの西のAl-Anbar宇宙研究センターで1989年12月5日にスカッドミサイルを束ねた全高25m、48トンのAl-Abidを打ち上げた。人工衛星を打ち上げる目的の3段式だったが、2段目と3段目はダミーだった。
1993年、イラクは射程150km未満の短距離弾道ミサイルの開発に着手した。1997年10月にAl-Samoud (I)の最初の試射を実施した。Al-Samoudはソビエト製のS-75 "Dvina-M"地対空ミサイルの要素を基に開発された。イラク製のAl-Samoud (I)は直径がAl-Samoud-IIよりも小さく、Al-Samoud-IIの直径は原型機であるAl-Samoudの500 mmから760 mmに拡大された。Al-Samoud-II ミサイル計画は2001年に着手され、S-75地対空ミサイルの制御装置を基に開発された。
Al-Samoud-IIは赤煙硝酸の混合物(AK-20K)と炭化水素(TG-02)を使用する。Al-Samoudのエンジンはソビエト製のS-75 "Dvina-M"の2段目に使用されるイサーエフ  S2.720が使用された。イサーエフS2.720 液体エンジンの推力はおよそ3,500 kp (7.700 lbf)で2001年から2002年にかけて20回試射された。ジャイロスコープには中国製のシルクワーム（C601とC611）のものが使われた。
国際連合の制裁下でありながら、イラクはミサイルの開発を継続していた。固体推進剤式のAl-Fat’hミサイルは厚さ4mmの30CrMoV9クロムモリブデンバナジウム鋼製の筐体で全長6.3m、直径50cm、重量1200kg、射程150kmの短射程弾道ミサイルで無誘導式と慣性誘導式があった。

## リビア
リビアはスカッドBとFROG-7ミサイルを1970年代半ばにソビエトから購入した。スカッドBの輸送起立発射機を80機あまり、FROG-7の輸送起立発射機を40機保有すると推定される。リビアは輸送起立発射機の台数の3倍のミサイルを保有すると推定される。リビアはスカッドBシステムの運用に失敗して大半の発射装置とミサイルは既にイランへ売却されたと推定される。ロシア製のSS-21の射程は70kmで弾頭重量は480kg、FROG-7の射程は40km。改良型のスカッドミサイルも保有すると推定されている。
1980年代初頭にはOTRAG(Orbital Transport und Raketen AG)の試射がリビア国内で実施された。

## シリア
M-302を開発、生産する。

## パレスチナ
民兵組織がカッサーム、バンナロケット、アルクドスロケット、アターロケット、シャマラロケット、C 80、シェール-55、R-160、M-75、ビュレイク 70、ビュレイク 100、サロフビテリ等の無誘導のロケットを開発している。

## サウジアラビア
DF-3、DF-21を基に中華人民共和国との協力で弾道ミサイルを開発している。